# Refugi de Corral Blanc
El refugi de Corral Blanc és un refugi guardat de muntanya propietat de l'ajuntament de Planoles dins el municipi de Planoles (Ripollès). És a 1.815 m d'altitud i prop del Collet de les Barraques a l'oest del Cim d'Estremera. És un punt de pas del GR 11.
El refugi disposa de tots els serveis.